# أساو
أساو، هي إحدى قرى توفالو، وهي ثاني أكبر قرية في توفالو يبلغ عدد سكانها 650 (2009). وتقع في جزيرة فايتوبو.